# ジョン・ボーズ (第9代ストラスモア＝キングホーン伯爵)

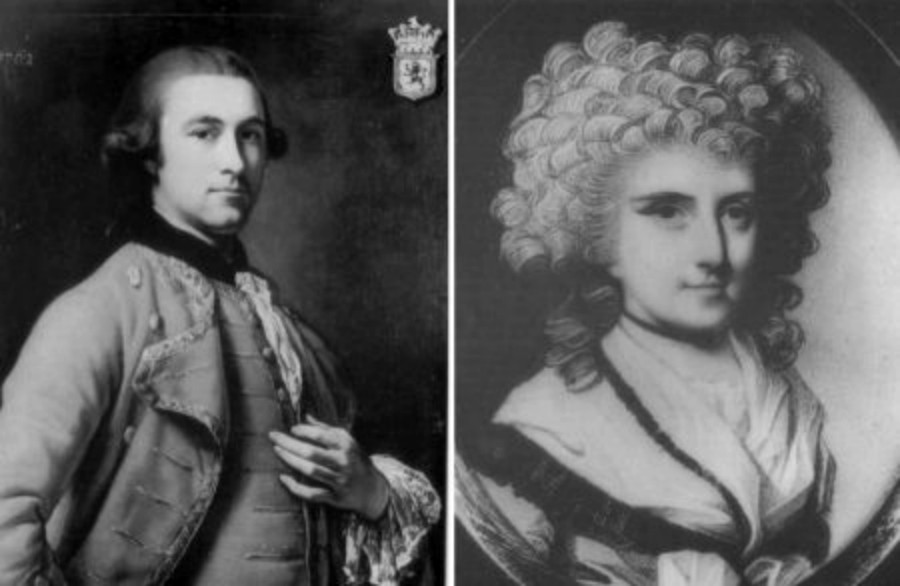
第9代ストラスモア＝キングホーン伯爵夫婦

第9代ストラスモア＝キングホーン伯爵ジョン・ボーズ（英語: John Bowes, 9th Earl of Strathmore and Kinghorne、出生名ジョン・ライアン（John Lyon）、1737年7月17日 – 1776年3月7日）は、スコットランド貴族。美貌で知られ、「美しきストラスモア卿」（The beautiful Lord Strathmore）と呼ばれたという。

## 生涯
第8代ストラスモア＝キングホーン伯爵トマス・ライアンとジーン・ニコルソン（Jean Nicholson、1778年5月13日没、ジェームズ・ニコルソンの娘）の長男として、1737年7月17日に生まれた。1753年1月18日に父が死去すると、ストラスモア＝キングホーン伯爵の爵位を継承した。1755年3月3日にケンブリッジ大学ペンブルック・カレッジに入学、1757年にM.A.に学位を修得した。1760年にグランドツアーに出て、最初の数か月は学友のトマス・ピット（後の初代キャメルフォード男爵）に同伴した。グランドツアー途上の1761年3月から1763年6月に帰国するまでコンスタンツァ・スコッティ（Costanza Scotti）を愛人とした。
1767年2月24日、メアリー・エレノア・ボーズ（1749年 – 1800年、ジョージ・ボーズの娘）と結婚、同年に庶民院の議決でボーズに改姓した。2人は3男2女を儲けた。
- メアリー（1768年4月21日 – 1806年4月22日） - 1789年5月11日、バリントン・プライス（Barrington Price）と結婚
- ジョン（1769年 – 1820年） - 第10代ストラスモア＝キングホーン伯爵、子供あり
- アンナ・マリア（1770年6月3日 – 1832年3月29日） - ヘンリー・ジェームズ・ジェソップ（Henry James Jessop）と結婚
- ジョージ（1771年11月17日 – 1806年12月26日） - 1805年6月14日、メアリー・ソーンヒル（Mary Thornhill）と結婚、子供なし
- トマス（1773年 – 1846年） - 第11代ストラスモア＝キングホーン伯爵、子供あり

1767年から1776年までスコットランド貴族代表議員を務めた。
1776年3月7日に死去、長男ジョンが爵位を継承した。